# USS Carter Hall (LSD-3)
Pour les autres navires du même nom, voir USS Carter Hall.
L'USS Carter Hall (LSD-3) est un Landing Ship Dock de classe Ashland (en) de la Marine des États-Unis lancé en 1943.